# Kermadecstormvogel
De Kermadecstormvogel (Pterodroma neglecta) is een vogel uit de familie van de stormvogels en pijlstormvogels (Procellariidae).

## Verspreiding
Deze stormvogel broedt in de Grote Oceaan op subtropische eilanden van Australië tot de kust van Chili. Ook broedend aangetroffen in de Indische Oceaan bij Mauritius. Deze soort telt twee ondersoorten:
- P. n. neglecta: Lord Howe en Norfolk (Australië), Kermadeceilanden, Tonga, zuidelijke Cookeilanden, Australeilanden, Tuamotu, Pitcairn en Paaseiland.
- P. n. juana: de Chileense Desventuradas- en Juan Fernández-eilanden.

## Status
De grootte van de populatie is in 2004 geschat op 150-200 duizend volwassen vogels. Op de Rode lijst van de IUCN heeft deze soort de status niet bedreigd.